# Net Force
Net-Force è una serie di romanzi, creati da Tom Clancy, Steve Pieczenik e Steve Perry. La serie originale cessa la pubblicazioni nel 2006, ma viene rilanciata nel 2013 con Jerome Preisler. Ambientata nel 2018, Net Force è una speciale agenzia del governo degli Stati Uniti, con l'obiettivo di combattere l'avanzare dei crimine e delle attività terroristiche su internet. Ispirato al primo libro della serie di romanzi, nel 1999 viene realizzato il film Net Force, di Robert Lieberman, come quinto film basato sui romanzi di Tom Clancy.

## Personaggi principali
Protagonisti della serie che compaiono in tutti i libri: 
- Alex Michaels: comandante della Net Force, rassegna le dimissioni nell'ottavo libro Changing of the Guard
- Toni Fiorella/Michaels:
- Jay Gridley: esperto programmatore
- John Howard: generale a capo del braccio armato della Net Force
- Julio Fernandez: tenente amico di Howard presente nell'unità militare della Net Force
- Thomas Thorn: comandante della Net Force dopo le dimissioni di Michaels
- Abraham Kent: generale, diventerà capo dell'unità militare dopo l'ottavo libro Changing of the Guard

## Romanzi
| Num | Anno | Titolo originale      | Note                                                                 |
| --- | ---- | --------------------- | -------------------------------------------------------------------- |
| 1   | 1999 | Net Force             | unico tradotto in italiano                                           |
| 2   | 1999 | Hidden Agendas        |                                                                      |
| 3   | 1999 | Night Moves           |                                                                      |
| 4   | 2000 | Breaking Point        |                                                                      |
| 5   | 2001 | Point of Impact       |                                                                      |
| 6   | 2001 | CyberNation           |                                                                      |
| 7   | 2003 | State of War          |                                                                      |
| 8   | 2003 | Changing of the Guard |                                                                      |
| 9   | 2005 | Springboard           |                                                                      |
| 10  | 2006 | The Archimedes Effect | Ultimo romanzo della serie originale, alla quale seguirà un rilancio |
| 11  | 2019 | Dark Web              |                                                                      |
| 12  | 2020 | Attack Protocol       |                                                                      |
| 13  | 2021 | Threat Point          |                                                                      |
| 14  | 2023 | Moving Target         |                                                                      |

## Trama

### 1. Net Force
Una attentato a Washington uccide il comandante della Net Force e Alex Michaels prende il posto come leader della squadra speciale per la sicurezza di internet. Il gruppo si troverà ad affrontare una serie di criminali che cercano il collasso della rete come punto di partenza per mettere in ginocchio l'intera economia mondiale. È l'unico libro della serie Net Force tradotto in italiano.

## Net Force Explorers
Spin-off della serie Net Force, Net Force Explorers è una serie di romanzi per ragazzi creata da Tom Clancy e Steve Pieczenik.
Basata nel 2025, l'agenzia Net Force ha il compito di controllare internet e la realtà virtuale da attacchi terroristici con sabotaggio. Come aiuto all'agenzia lavorano giovani ragazzi esperti in informatica con adeguato addestramento: Maj (Madeline) Green, David Gray, Matt Hunter, Mark Gridley, Leif Anderson, Megan O'Malley, Catie, e Charlie Davis.
Supervisionati dal capitano James Winters, i ragazzi spesso in competizione risolvono crimini cibernetici e portano all'arresto di terroristi internazionali con l'utilizzo di strumentazione di ultima generazione. Ad esempio, vengono utilizzati dei particolari dispositivi che proiettano ologrammi, che riproducono l'avatar dei protagonisti deceduti.
| Num | Anno | Titolo italiano              | Titolo originale            | Autore                | Pubb. in Italia | Note         |
| --- | ---- | ---------------------------- | --------------------------- | --------------------- | --------------- | ------------ |
| 1   | 1998 | Vandali virtuali             | Virtual Vandals             | Diane Duane           | 2001            |              |
| 2   | 1999 | Wargame mortale              | The Deadliest Game          | Diane Duane           | 2001            |              |
| 3   | 1999 | La solitudine del numero uno | One is the Loneliest Number | Diane Duane           | 2001            |              |
| 4   | 1999 | Battaglia nel cyberspazio    | The Ultimate Escape         | Mark Cerashi          | 2001            |              |
| 5   | 1999 | Furto nella rete             | End Game                    | Diane Duane           | 2001            |              |
| 6   | 1999 | La cyber-spia                | Cyberspy                    | Bill McCay            | 2001            |              |
| 7   | 2000 | Sfida di astronavi           | The Great Race              | Bill McCay            | 2001            |              |
| 8   | 2000 | L'ombra dell'eroe            | Shadow of Honor             | Mel Odom              | 2001            |              |
| 9   | 2000 |                              | Private Lives               | Bill McCay            |                 | non tradotto |
| 10  | 2000 |                              | Safe House                  | Diane Duane           |                 | non tradotto |
| 11  | 2000 |                              | GamePrey                    | Mel Odom              |                 | non tradotto |
| 12  | 2000 |                              | Duel Identity               | Bill McCay            |                 | non tradotto |
| 13  | 2001 |                              | Deathworld                  | Diane Duane           |                 | non tradotto |
| 14  | 2001 |                              | High Wire                   | Mel Odom              |                 | non tradotto |
| 15  | 2001 |                              | Cold Case                   | Bill McCay            |                 | non tradotto |
| 16  | 2001 |                              | Runaways                    | Diane Duane           |                 | non tradotto |
| 17  | 2002 |                              | Cloak and Dagger            | J. Helfers e R. Davis |                 | non tradotto |
| 18  | 2002 |                              | Death Match                 | Diane Duane           |                 | non tradotto |